# Лима Коту, Вашку ди
Вашку Луиш ди Лима Феррейра Коту (порт. Vasco Luís de Lima Ferreira Couto; 26 ноября 1924, Порту, Первая Португальская республика — 10 марта 1980, Лиссабон, Португалия) — португальский поэт, актёр, режиссёр и диктор радио.

## Биография
Родился в Порту 26 ноября 1923 года. Рано заинтересовался театром. В 1947 году дебютировал на сцене. 13 марта 1951 года в качестве актёра-стажёра был принят в Общество Амелии Рей Коласу Роблес Монтейру, которая в то время была самой престижной театральной труппой в Лиссабоне. Ныне это Государственный театр Королевы Марии II. Коту получал очень небольшое жалование, жил впроголодь, деля комнату с друзьями. Затем он вернулся в Порту. С 1952 по 1960 год Коту работал актёром и режиссёром в Экспериментальном театре Порту и вскоре переехал в Лиссабон. В 1960—1966 годах играл в театре Камара — Эстуфа Фрия в постановках режиссёров Паулу Ренату и Педру Бома. Несмотря на личный успех у публики, Коту считал репертуар этого театра «скучным и лишённым всякой реальности».
В 1966 году перешёл в театр Тринидад, с труппой которого гастролировал по стране. В 1967 году присоединился к труппе Экспериментального театра в Лиссабоне. Одновременно с этим начал сниматься в телевизионных постановках и играл на сцене театра Вильярет.
В начале 1970-х годов переехал из Португалии в Анголу, где поступил на работу в местную теле- и радиовещательную компанию в качестве соавтора и литературного ассистента. Им была выпущена серия программ, например, программа посвящённая португальской поэзии — «Песня друга». Он участвовал в адаптациях для радио драматических произведений. В начале 1974 года Коту вернулся в Португалию. В Лиссабоне у него возникли проблемы из-за комментариев в интервью, которое было записано и передано Официальной телекомпанией, незадолго до его возвращения на родину.
В апреле 1974 года Коту был принят в труппу театра Корнукопия, с которой вскоре отправился на гастроли в Париж. Вернувшись через несколько месяцев вошёл в театральную труппу Компания Марии Матуш. В это время он всё больше интересовался фаду и начал писать стихи, которые сам читал и записывал на плёнку. Его поэтические произведения, переложенные на музыку, исполняли известные артисты того времени: Амалия Родригиш, Карлуш ду Карму, Симоне ди Оливейра и многие другие. С 1976 по 1980 год Коту жил в Конштансии и занимался литературной деятельностью, игнорируя предложения продолжить карьеру на театральной сцене.
Вашку ди Лима Коту был гомосексуалом, но из-за гомофобии при авторитарном режиме в Португалии, он был вынужден скрывать сексуальную ориентацию, что оказывало разрушительное действие на его душевное состояние.
Писатель умер 10 марта 1980 года в Лиссабоне.

## Наследие
В Конштансии находится дом-музей Вашку ди Лима Коту, основанный в марте 1981 года указом президента Португалии Антониу Рамалью Эаниша. Здание представляет собой барочный дом конца XVIII века. Поэт провёл в нём последние четыре года жизни. Здесь хранятся личные вещи и архив писателя, включая его переписку с друзьями, а также богатая коллекция произведений искусства, состоящая из мебели и картин.